# Syagrius

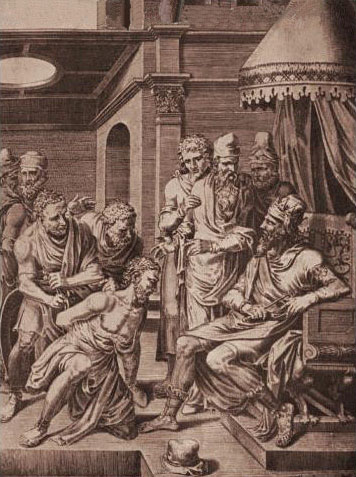
Syagrius

Syagrius (död: 487) son till Aegidius (den siste magister militum per Gallias, militäre överbefälhavaren i Gallien, som hade grundat ett "kungarike" med Soissons som centrum). 
Syagrius styrde över denna gallo-romerska enklav (med varierande storlek) under nästan 20 år innan han 486 stod ivägen för den frankiske kungen Klodvigs territoriella expansion. Efter att ha blivit besegrad vid sin huvudstad sökte han skydd hos den visigotiske kungen Alarik II i Toulouse men blev där fängslad och därefter återförd till Klodvig. 487 blev han, enligt Gregorius av Tours, lönnmördad.
Syagrius' kortvariga rike är intressant eftersom det är den sista kända gallo-romerska utposten i Gallien, och Syagrius var hos germanerna känd som "Romarnas kung".